# U-203号潜艇
U-203号（德語：U 203）是纳粹德国战争海军建造的568艘VII-C型潜艇（或称U艇）之一。它由基尔的日耳曼尼亚船厂承建，于1941年1月4日下水，至次月18日交付使用。第二次世界大战期间，该艇曾执行过十一次巡逻作战，共击沉19艘、击伤3艘同盟国或中立国商船，累积总吨位达108,629吨。1943年4月25日，U-203号在法韦尔角以南的北大西洋遭英国剑鱼式鱼雷轰炸机和探路者号驱逐舰以深水炸弹击沉，造成艇内10名官兵阵亡、38人幸存。

## 设计
VII-C型是VII级潜艇的第三次、也是最有价值的改进型。它搭载了被称为“S装置”的新式主动声呐系统，为了容纳这种新设备，VII-C型的艇体尺寸有所增加，并重新设计了压载水舱，在其两侧各增加了一个可提供储备浮力的小型浮舱，有利于潜艇完成快速下潜。U-203号的全长为67.10米，舷宽6.20米、并有4.74米的吃水深度，水上和水下排水量分别为769吨和871吨。该艇采用双轴设计，具有两副直径为1.23米的三叶螺旋桨。在机械系统方面，VII-C型艇也得到了升级：通过艇上配备的燃油过滤系统，柴油机润滑系统的使用受命得以延长，也为不同润滑剂在艇上机械设备上混合使用留足了余地。原先前型艇用于发射鱼雷和主压载舱吹除操作的电动空气压缩机则改为容克斯的柴动压缩机，从而减小了对艇上电气系统的依赖；此外，该型艇还装配了更为现代化的电力转换系统。动力由两台日耳曼尼亚生产的F46型六缸四冲程1,400匹公制馬力（1,000千瓦特）机械增压柴油机用于水面运行，以及两台AEG提供的GU 460/8-276型375匹公制馬力（280千瓦特）双作用电动发电机用于水下航行；水面最高航速17.7節（32.8每小時），水下7.6節（14.1每小時）；能够在水面以10節（19每小時）航速续航8,500海里（15,700），或以4節（7.4每小時）连续在水下航行80海里（150）而无需充电。
武器装备方面，U-203号装备有五具内置式鱼雷发射管——艇艏四具、艇艉一具。其艇艉的鱼雷发射管设计在耐压壳体内部、两片舵之间，鱼雷可以由此向外发射。在轮机舱甲板下方还配备了用于艇艉的鱼雷装填系统，耐压壳体与甲板室之间一前一后还设计有外置鱼雷贮存装置，因此U-203号可携带14枚G7型鱼雷。但不同于其它批次的C型艇，该艇不设水雷贮存及布设装置。此外，它还搭载有一门配备220发弹药的88毫米35式速射炮以及一门配备1,195发弹药20毫米30式高射炮作为甲板炮。其标准船员编制为4名军官及40－56名水兵。

## 历史
1939年9月23日，海军造舰局将第三批次的12艘VII-C型潜艇（U-201至U-212号）建造合同发包予基尔的日耳曼尼亚船厂。其中U-203号于1940年3月18日开始铺设龙骨，建造序列为632。经过逾十个月的建造，它于1941年1月4日下水，至2月18日在前U-10号艇长、海军上尉罗尔夫·米策尔堡的指挥下交付使用。完成海试后，该艇加入驻基尔的第1潜艇区舰队，先是在波罗的海进行战备训练，进而于1941年6月作为前线艇移驻德占法国的布雷斯特，直到1943年4月25日沉没。与当时大多数德国U艇一样，U-203号在瞭望塔上漆有专属的艇徽：即其主保城市埃森的纹章，并在图案下方印着“MÜBU”字样（首任艇长米策尔堡的姓氏缩写）；当赫尔曼·科特曼上尉接管潜艇后，则在瞭望塔右侧漆上一只红乌龟。
第二次世界大战期间，U-203号曾执行过十一次巡逻和十一次狼群作战，共击沉19艘、击伤3艘同盟国或中立国商船，累积总吨位达108,629吨。

### 第一、二次巡逻

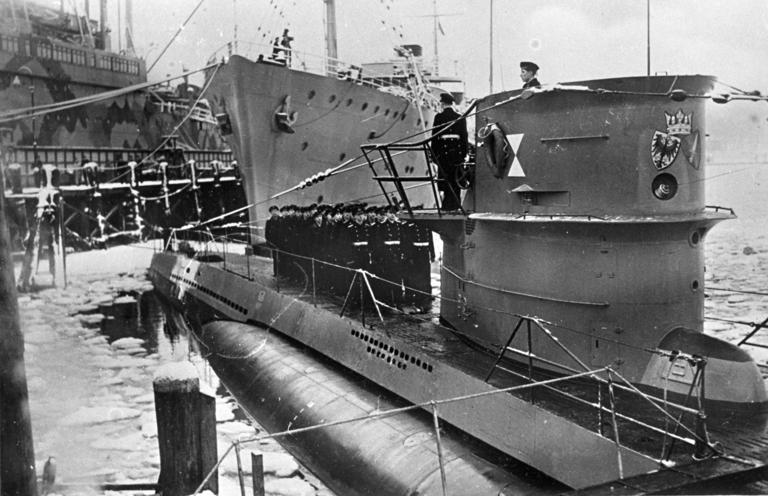
U-203号在基尔入役

完成战备训练后，米策尔堡率领U-203号于1941年6月5日从基尔出发执行首次巡逻。在穿过波罗的海、至卑尔根安装新的压缩机并进行柴油机维修后，该艇前往北大西洋游弋。6月19日，当U-203号驶至冰岛东南偏南约800海里（1,500）处时，遭遇了美国战列舰德克萨斯号及其护航驱逐舰。该艇跟踪德克萨斯号超过二十小时，米策尔堡清晰地辨认出了这艘战列舰。但由于对方正向东驶入英国周边的封锁区，米策尔堡虽试图进入攻击阵位，却始终无法锁定射程，并在德克萨斯号转向时停止了追击。6月24日03:31，U-203号在一次夜间水面袭击中向HX-133号护航队内的一艘1,5000吨级船只发射了两枚鱼雷，但第一枚未能引爆，第二枚则偏离目标，击中了护航队内的另一艘船。两分钟后，米策尔堡再次发射两枚鱼雷，并听到一次爆炸声，但由于潜艇已紧急下潜，因此无法进行任何观察。这次袭击中唯一被击中的是挪威货船索洛伊号（Soløy），其左舷4号货舱后部中雷，导致导致通道漏水。由于大管轮无法关闭通道门，该船开始下沉，并于十五分钟后沉没。当天中午12:00至12:05，U-203号在法韦尔角东南方向又袭击了OB-336号护航队，并报称两艘船沉没。实际上，只有英国货船金罗斯号（Kinross）被击沉。经过为期二十五天、水面约4,530海里（8,390）和水下94海里（174）的航行，U-203号于6月29日抵达德占法国的圣纳泽尔。
第二次巡逻于1941年7月10日离开圣纳泽尔，前往比斯开湾以西的北大西洋游弋，至7月31日返回。在这次为期二十二天、水面约4,950海里（9,170）和水下60海里（110）的航行中，U-203号共击沉三艘商船。7月27日02:54，米策尔堡在法斯耐特岩西南约800海里处向OG-69号护航队发动袭击，并报称两艘船沉没，总排水量1,4000吨。然而，实际只有英国货船霍金奇号（Hawkinge）被击中及沉没。次日21:27至21:28，U-203号在菲尼斯特雷角西北方向再向同一护航队中的商船和一艘驱逐舰发射四枚鱼雷，继而迅速下潜。米策尔堡根据听到的爆炸声和沉船噪音进行分析，报称有三艘商船沉没，一艘驱逐舰可能受损。事实上，只有瑞典籍的诺里塔号（Norita）和英国籍的拉普兰号（Lapland）被击沉。袭击发生后，U-203号曾遭到护航的英国轻型护卫舰杜鹃花号和百合花号以深水炸弹反击，但未受到任何损坏。

### 第三、四次巡逻
1941年9月20日，U-203号在米策尔堡的指挥下从圣纳泽尔启航，前往比斯开湾以西的北大西洋执行第三次巡逻。六天后，即9月26日00:31，该艇在亚速尔群岛以北向HG-73号护航队发射了四枚鱼雷，并听到了四声爆炸声，但为了躲避反击而进行紧急下潜，米策尔堡无法进行任何观察。此次袭击中，共有两艘商船被击沉：位处52号阵位的挪威货船瓦朗贝赫号（Varangberg）和位处51号阵位的英国远洋客轮反嘴鹬号。其中瓦朗贝赫号左舷1号舱口和舰桥前部遭两枚鱼雷命中，立即沉没。护航队司令所在的反嘴鹬号则是左舷靠近轮机舱处被一枚鱼雷击中，同样迅速沉没。护航的英国轻型护卫舰飞燕草号随即投下26枚深水炸弹，但U-203号毫发无损。经过为期十一天、水面2,268海里（4,200）和水下70.4海里（130.4）的航行，该艇于9月30日返抵布雷斯特。
U-203号于1941年10月18日离开布雷斯特执行第四次巡逻，前往北大西洋、爱尔兰以西和纽芬兰附近的北大西洋游弋，至11月12日返回。在这次为期二十六天、水面4,700海里（8,700）和水下177海里（328）的航行中，该艇曾先后加入“打死”（10月20日至11月1日）和“马贼”狼群（11月1日至5日），共击沉两艘英国商船。10月22日，一架不知名飞机曾在北大西洋向U-203号投下两枚炸弹，造成轻微损坏。11月3日18:28，米策尔堡在圣查尔斯角东北部海域向SC-52号护航队发动袭击，分别命中埃弗罗贾号（Everoja）和帝国南非剑羚号（Empire Gemsbuck）。其中位处93号阵位的埃弗罗贾号右舷2号货舱被鱼雷击中，舱口和横梁被炸飞，舰桥和艇甲板的右舷也被摧毁，延至次日15:30沉没。帝国南非剑羚号则是断成两截后立即沉没。返航途中，一架隶属英国皇家空军第53中队的哈德遜式轟炸機曾于11月11日14:15在比斯开湾向正下潜的U-203号投下四枚深水炸弹，导致其一台发动机和系着在艉部的水上滑艇受损。尽管如此，该艇还是于次日抵达布雷斯特。

### 第五、六次巡逻
第五次巡逻于1941年12月25日从布雷斯特出发，前往纽芬兰大浅滩附近和新斯科舍以南的北大西洋游弋。从12月27日至1942年1月7日和1月7日至22日期间，U-203号曾相继加入“塞德利茨”和“齐滕”狼群，并袭击了两艘商船。首个受害者出现于1942年1月15日11:34，该艇以一枚鱼雷击中了一艘未知船舶的船舯左舷后部，不足两分钟便发生剧烈爆炸，沉没在圣约翰斯以南约30海里（56）处。米策尔堡以为他击沉的是一艘弹药船，但实际上该目标应是无护航的葡萄牙拖网渔船卡塔利娜号（Catalina）。1月21日18:43，U-203号又向一艘约800吨的蒸汽船发射了四枚鱼雷，6分52秒后听到爆炸声，并认为该船已沉没。事实上，这是由美国陆军运输处租用的加拿大籍商船北加斯佩号（North Gaspe），在距离开普雷斯以南约44海里（81）处被一枚鱼雷击中，轻微受损，但最终安全抵达港口。经过为期三十六天、水面约5,500海里（10,200）和水下277海里（513）的航行，U-203号于1月29日返抵布雷斯特。
米策尔堡率U-203号于1942年3月12日离开布雷斯特，前往美国东岸附近的北大西洋执行第六次巡逻。3月24日，友艇UA号为其补充了25立方米燃料。4月10日03:47，无护航的英国油轮圣德尔菲诺号（San Delfino）在哈特拉斯角以东被U-203号发射的一枚鱼雷击中，但未造成任何可见伤害。四分钟后，米策尔堡发射的两枚鱼雷依旧偏离目标，但到05:08，他射出的下一枚鱼雷取得命中并将其击沉。最终，该艇总共发射了七枚鱼雷才完全击沉油轮。次日13:20，无武装的美国油轮小哈里·F·辛克莱号（Harry F. Sinclair, Jr.）在瞭望角以南约7海里（13）处被U-203号发射鱼雷击中。当时，该船正以13.5節（25.0每小時）的速度沿锯齿形航线行驶，其左舷后方有美国驱逐舰赫伯特号和一艘美国海岸警卫艇护航。一枚鱼雷击中了左舷4号和5号油箱之间的泵房下方。爆炸立即在船舯部引发熊熊大火，待船员弃船后，这艘已完全焚毁的油轮直到4月15日才被拖至莫尔黑德城，但仍可完成修复。
4月12日06:26，U-203号又在弗莱因潘浅滩内侧浮标对开约15海里（28）处向巴拿马籍的万吨级油轮斯坦瓦克墨尔本号（Stanvac Melbourne）及另一艘与其重叠的轮船（但盟军报告中并未提及其他船只）发射了三枚鱼雷。当时这艘油轮正空舱从纽约驶往阿鲁巴。一枚鱼雷击中油轮船艉底部后爆炸，油轮停下检查受损情况，七分钟后继续行驶，但不再沿“锯齿形”航向。与此同时，U-203号收到了来自美国货轮德尔瓦莱号（Delvalle）的求救信号，导致其对事件的进展产生误判——因为米策尔堡已经看不见这艘船，便声称击沉了它，但德尔瓦莱号当天是被友艇U-154号所击沉。U-203号于07:06再次向斯坦瓦克墨尔本号发射鱼雷，击中对方左舷7号油箱，炸穿一个30乘30英尺（9.1乘9.1）的大洞，并在右舷炸出数个小洞，导致船体向左倾斜，随后离去。被遗弃的油轮于当天下午被拖至绍斯波特，随后完成修复。无护航的英国货轮帝国鸫号（Empire Thrush）成为U-203号此行的最后一个受害者，于4月14日15:15遭米策尔堡发射的一枚鱼雷击中船艉，在哈特拉斯角对开的钻石浅滩以北约8海里（15）处缓缓沉没。之后，U-203号于4月30日回到布雷斯特，结束了这次为期五十天、水面7,950海里（14,720）和水下289海里（535）的航行。

### 第七、八次巡逻
1942年6月3日，U-203号从布雷斯特启航执行第七次巡逻。在经停洛里昂装载鱼雷后，该艇前往加勒比海和特立尼达岛附近海域游弋，期间曾于6月18日从友艇U-459号接收38.5立方米燃料，延至7月29日返回布雷斯特。在这次为期五十六天、水面约9,100海里（16,900）和水下233海里（432）的超长航行中，米策尔堡取得了服役生涯以来最为丰硕的战果，共击沉五艘商船，累计总吨位达32,985吨。6月26日05:44，无护航的英国货轮帕特尼山号在波多黎各东北偏东约450海里（830）处被U-203号发射的一枚鱼雷命中。米策尔堡随后利用甲板炮发射53发炮弹将其击沉。当晚23:17，同样无护航的巴西货船佩德里尼亚斯号（Pedrinhas）左舷5号货舱被U-203号发射的一枚鱼雷击中，当时它正以8節（15每小時）的速度在阿内加达岛东北偏北约290海里（540）处进行非规避航行。由于天气晴朗，米策尔堡早在三小时前便发现了该船，并决定攻击，因为该船装备了武器，且没有中立标识。鱼雷爆炸导致船载火炮失效，佩德里尼亚斯号开始从艉部下沉。潜艇随后用甲板炮向受损船只发射了22发炮弹，并在该船被鱼雷击中约45分钟沉没后离开该区域。
6月28日15:38，无护航的美国自由轮萨姆·休斯顿号（Sam Houston）在其首次航行中便被U-203号发射的一枚鱼雷命中，当时它正位于维尔京群岛东北约160海里（300）处。鱼雷击中轮机舱和4号深舱之间的舱壁，引发进水。船身先是轻微侧倾，但随后恢复平衡，甲板仅高出水面2英尺（0.61）。16:00，潜艇浮出水面，用甲板炮发射43发炮弹击沉货轮。7月9日23:05，米策尔堡又在格林纳达以东水域用鱼雷击沉无护航的英国货轮佛得角号（Cape Verde）。此行最大的受害者是巴拿马籍的万吨级油轮斯坦瓦克巴邻旁号（Stanvac Palembang），于7月11日03:52在距多巴哥岛约15海里处被U-203号发射的一枚鱼雷命中。鱼雷击中了其右舷轮机舱后部，导致发动机停止运转。潜艇继而浮出水面，询问幸存者，并于04:09射出一枚“致命一击”，击中油轮左舷后部，摧毁了其船艉炮。随后，米策尔堡利用甲板炮发射36发炮弹，最终于06:09分再度射出“致命一击”，将斯坦瓦克巴邻旁号击沉。
U-203号在米策尔堡的指挥下于1942年8月27日离开布雷斯特，前往大西洋中部执行第八次巡逻。从9月6日至10日期间，它曾加入“鸡貂”狼群，但一无所获。9月11日，米策尔堡趁着亚速尔群岛西南海域风平浪静机会，从司令塔跳下游泳。然而，潜艇在海浪中突然倾斜，米策尔堡与鞍形水舱相撞，身负重伤。艇上的第一值更官、海军中尉汉斯·塞德尔立即接过指挥权，并设定航线前往与配备医生的补给艇U-462号会合，但为时已晚。米策尔堡在数小时后去世，次日被海葬于36°14′N 31°21′W / 36.233°N 31.350°W处。随后，塞德尔率U-203号于9月18日返回布雷斯特，结束了这次为期二十四天、水面约3,400海里（6,300）和水下218海里（404）的悲惨之行。

### 第九、十次巡逻
海军中尉赫尔曼·科特曼于1942年9月21日接任U-203号艇长，并指挥了该艇的最后三次巡逻。其中的第九次于10月15日从布雷斯特出发，前往大西洋中部和西非近海游弋。从10月20日至30日，U-203号曾加入“战斧”狼群，并取得两记战功：10月29日04:52和04:58，此前已被友艇U-509号击伤并废弃、曾隶属于SL-125号护航队的英国货轮霍普卡斯尔号（Hopecastle）再在加那利群岛西北海域遭科特曼发射的鱼雷击中，但该船仍维持漂浮状态，直至10:10被潜艇的20毫米炮击沉。另一艘已被U-509号击伤并废弃、同样来自SL-125号船队的英国货轮科里纳尔多号（Corinaldo），则先是于10月30日02:07遭U-659号试图击沉未果，延至04:16再由U-203号施以火炮和“致命一击”，最终在加纳利群岛北部海域沉没。经过为期二十三天、水面约3,500海里（6,500）和水下388海里（719）的航行，科特曼于11月6日返抵洛里昂。
在第十次巡逻中，U-203号于1942年12月6日离开洛里昂，前往爱尔兰以西的北大西洋游弋，并在完成了三十三天的航行后于1943年1月7日抵达布雷斯特。此次任务期间，尽管它曾先后加入“好斗者”（12月11—22日）和“斯皮茨”狼群（12月22—31日），却未能再取得任何战功。

### 第十一次巡逻

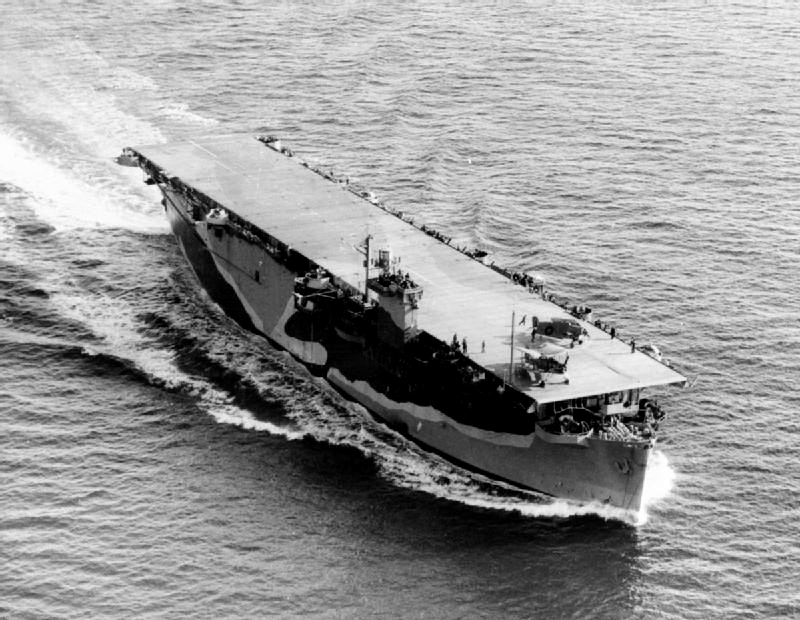
欺骗者号航空母舰成为第一艘参与击沉德国U艇（U-203号）的护航航空母舰

1943年4月3日，U-203号在科特曼的指挥下从布雷斯特出发执行第十一次巡逻，前往纽芬兰以东的北大西洋游弋，从此再未归航。它在此次任务中曾分别加入“百灵”（4月10—16日）、“山雀”（4月16—22日）和“啄木鸟”（4月23—25日）三个狼群作战，但一无所获。4月25日，配备高频定向仪的英国驱逐舰赫斯珀洛斯号在法韦尔角以南海域探测到一艘潜艇，遂向附近的护航航空母舰欺骗者号通报。后者派出一架隶属第811海军航空队的剑鱼式鱼雷轰炸机前往侦察，并于16:25左右观察到U-203号浮出水面，距离欺骗者号约8海里（15）。另一艘英国驱逐舰探路者号立即奉命追击。与此同时，剑鱼机从15米的高度向潜艇投下两枚深水炸弹，迫使科特曼紧急下潜。此次袭击虽未造成破坏，但在匆忙下潜的过程中，U-203号的一个柴油排气阀未能正确关闭，出现了泄漏。因此，科特曼不愿下潜超过60米。
剑鱼机随后在U-203号的下潜点投放了两个彩色海标，并一直保持在上空盘旋。约20分钟后，探路者号抵达标记处，并在剑鱼机的引导下开始利用潜艇探索器展开搜索，共投下40余枚深水炸弹。与此同时，欺骗者号也加入搜索，第二架剑鱼机于16:51从其甲板上起飞，至下潜点附近投下两枚深水炸弹，其中一枚未能引爆。U-203号附近的爆炸使艇艉进水量激增，科特曼不得不放弃潜航。他打开所有潜水舱，于18:40左右在探路者号附近浮出水面。在驱逐舰的炮火下，U-203号的官兵开始弃艇，独留轮机长在艇内开启通海阀，将U-203号凿沉在55°05′N 42°25′W / 55.083°N 42.417°W处。据英国人称，除他以外，还有九名德国人死于休克、体温过低或未正确穿戴救生衣。探路者号救起了科特曼和另外38名船员。由此，欺骗者号也成为第一艘确认参与击沉U艇的护航航空母舰。

## 袭击历史摘要
| 日期           | 船名              | 船籍   | 吨位   | 结局 |
| -------------- | ----------------- | ------ | ------ | ---- |
| 1941年6月24日  | 金罗斯号          | 英国   | 4,956  | 击沉 |
| 1941年6月24日  | 索洛伊号          | 挪威   | 4,402  | 击沉 |
| 1941年7月27日  | 霍金奇号          | 英国   | 2,475  | 击沉 |
| 1941年7月28日  | 拉普兰号          | 英国   | 1,330  | 击沉 |
| 1941年7月28日  | 诺里塔号          | 瑞典   | 1,516  | 击沉 |
| 1941年9月26日  | 反嘴鹬号          | 英国   | 3,442  | 击沉 |
| 1941年9月26日  | 瓦朗贝赫号        | 挪威   | 2,842  | 击沉 |
| 1941年11月3日  | 帝国南非剑羚号    | 英国   | 5,626  | 击沉 |
| 1941年11月3日  | 埃弗罗贾号        | 英国   | 4,830  | 击沉 |
| 1942年1月15日  | 卡塔利娜号        | 葡萄牙 | 632    | 击沉 |
| 1942年1月21日  | 北加斯佩号        | 加拿大 | 888    | 击伤 |
| 1942年4月10日  | 圣德尔菲诺号      | 英国   | 8,072  | 击沉 |
| 1942年4月11日  | 小哈里·F·辛克莱号 | 美国   | 6,151  | 击伤 |
| 1942年4月12日  | 斯坦瓦克墨尔本号  | 巴拿马 | 10,013 | 击伤 |
| 1942年4月14日  | 帝国鸫号          | 英国   | 6,160  | 击沉 |
| 1942年6月26日  | 佩德里尼亚斯号    | 巴西   | 3,666  | 击沉 |
| 1942年6月26日  | 帕特尼山号        | 英国   | 5,216  | 击沉 |
| 1942年6月28日  | 萨姆·休斯顿号     | 美国   | 7,176  | 击沉 |
| 1942年7月9日   | 佛得角号          | 英国   | 6,914  | 击沉 |
| 1942年7月11日  | 斯坦瓦克巴邻旁号  | 巴拿马 | 10,013 | 击沉 |
| 1942年10月29日 | 霍普卡斯尔号      | 英国   | 5,178  | 击沉 |
| 1942年10月30日 | 科里纳尔多号      | 英国   | 7,131  | 击沉 |

## 脚注
1. ↑  威廉生，第11頁.
2. ↑  加洛普，第74頁.
3. 1 2  Gröner 1991，第43–46頁.
4. ↑  加洛普，第72頁.
5. 1 2 3 4 5 6  . U-Boot-Archiv.   [2025-06-06].
6. 1 2  Helgason, Guðmundur. . German U-boats of WWII - uboat.net.   [2025-06-06].
7. ↑  Högel，第73頁.
8. 1 2  Helgason, Guðmundur. . German U-boats of WWII - uboat.net.   [2025-06-06].
9. ↑  Helgason, Guðmundur. . German U-boats of WWII - uboat.net.   [2025-06-06].
10. ↑  Helgason, Guðmundur. . German U-boats of WWII - uboat.net.   [2025-06-06].
11. ↑  Helgason, Guðmundur. . German U-boats of WWII - uboat.net.   [2025-06-06].
12. ↑  Helgason, Guðmundur. . German U-boats of WWII - uboat.net.   [2025-06-06].
13. ↑  Helgason, Guðmundur. . German U-boats of WWII - uboat.net.   [2025-06-06].
14. ↑  Helgason, Guðmundur. . German U-boats of WWII - uboat.net.   [2025-06-06].
15. ↑  Helgason, Guðmundur. . German U-boats of WWII - uboat.net.   [2025-06-06].
16. ↑  Helgason, Guðmundur. . German U-boats of WWII - uboat.net.   [2025-06-06].
17. ↑  Helgason, Guðmundur. . German U-boats of WWII - uboat.net.   [2025-06-06].
18. ↑  Helgason, Guðmundur. . German U-boats of WWII - uboat.net.   [2025-06-06].
19. 1 2  Helgason, Guðmundur. . German U-boats of WWII - uboat.net.   [2025-06-06].
20. ↑  Helgason, Guðmundur. . German U-boats of WWII - uboat.net.   [2025-06-06].
21. ↑  Helgason, Guðmundur. . German U-boats of WWII - uboat.net.   [2025-06-06].
22. ↑  Helgason, Guðmundur. . German U-boats of WWII - uboat.net.   [2025-06-06].
23. ↑  Helgason, Guðmundur. . German U-boats of WWII - uboat.net.   [2025-06-06].
24. ↑  Helgason, Guðmundur. . German U-boats of WWII - uboat.net.   [2025-06-06].
25. ↑  Helgason, Guðmundur. . German U-boats of WWII - uboat.net.   [2025-06-06].
26. ↑  Helgason, Guðmundur. . German U-boats of WWII - uboat.net.   [2025-06-06].
27. ↑  Helgason, Guðmundur. . German U-boats of WWII - uboat.net.   [2025-06-06].
28. ↑  Helgason, Guðmundur. . German U-boats of WWII - uboat.net.   [2025-06-06].
29. ↑  Helgason, Guðmundur. . German U-boats of WWII - uboat.net.   [2025-06-06].
30. ↑  Helgason, Guðmundur. . German U-boats of WWII - uboat.net.   [2025-06-06].
31. ↑  Helgason, Guðmundur. . German U-boats of WWII - uboat.net.   [2025-06-06].
32. ↑  Helgason, Guðmundur. . German U-boats of WWII - uboat.net.   [2025-06-06].
33. ↑  Helgason, Guðmundur. . German U-boats of WWII - uboat.net.   [2025-06-06].
34. ↑  Helgason, Guðmundur. . German U-boats of WWII - uboat.net.   [2025-06-06].
35. ↑  Blair，第86–87頁.
36. ↑  Helgason, Guðmundur. . German U-boats of WWII - uboat.net.   [2025-06-06].
37. ↑  Helgason, Guðmundur. . German U-boats of WWII - uboat.net.   [2025-06-06].
38. ↑  Helgason, Guðmundur. . German U-boats of WWII - uboat.net.   [2025-06-06].
39. ↑  Helgason, Guðmundur. . German U-boats of WWII - uboat.net.   [2025-06-06].
40. ↑  Helgason, Guðmundur. . German U-boats of WWII - uboat.net.   [2025-06-06].
41. 1 2  Blair，第351–352頁.
42. 1 2  Busch & Röll，第86–87頁.